# Weißgesicht-Scheidenschnabel

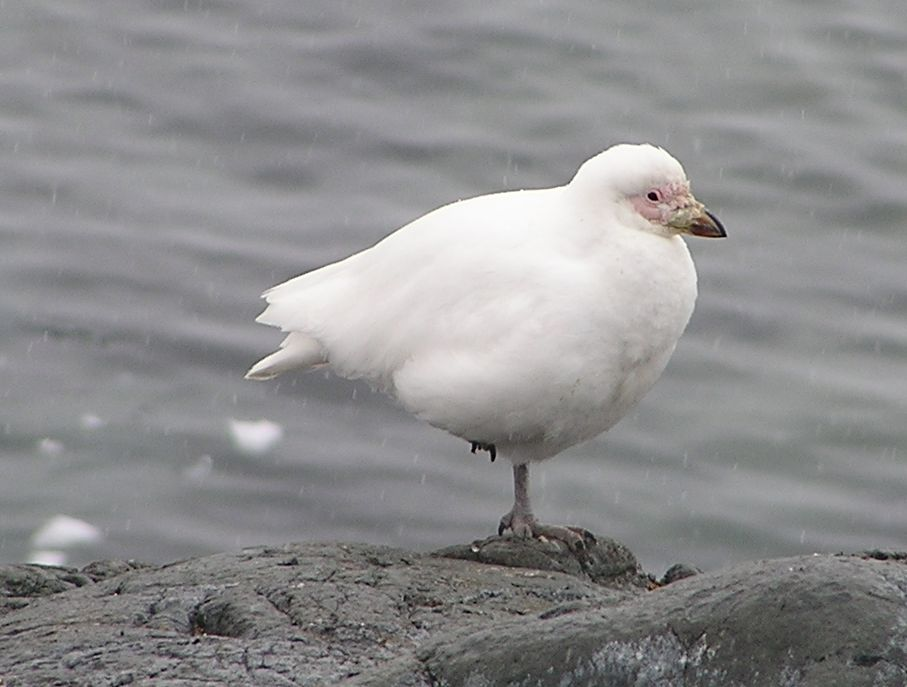
Weißgesicht-Scheidenschnabel an der Paradise Bay, Antarktische Halbinsel

Der Weißgesicht-Scheidenschnabel (Chionis alba) ist eine Vogelart aus der Familie der Scheidenschnäbel, einer kleinen Familie, die nur zwei Arten umfasst. Ungewöhnlich für einen Vogel aus der Ordnung der Regenpfeiferartigen sind der plumpe Körperbau und die im Verhältnis zum Körper kurzen Beine, so dass der Weißgesicht-Scheidenschnabel an ein Huhn erinnert. Die Art brütet auf einigen Inseln der Subantarktis, nördlich des südlichen Polarkreises.

## Erscheinungsbild
Der Weißgesicht-Scheidenschnabel erreicht eine Körpergröße von 34 bis 41 Zentimetern. Die Flügellänge beträgt 23,4 bis 26 Zentimeter, die Flügelspannweite dagegen 74 bis 84 Zentimeter. Das Gewicht variiert zwischen 460 und 780 Gramm. Es besteht kein auffälliger Geschlechtsdimorphismus. Männchen sind lediglich tendenziell etwas größer als Weibchen.
Das Gefieder des Weißgesicht-Scheidenschnabels ist vollständig weiß. Typisch für Weißgesicht-Scheidenschnäbel ist ein schnelles Laufen auf dem Boden, bei dem sie wie Tauben mit dem Kopf nicken. Diese schnelle Kopfbewegung mit dem darauf folgenden Stillhalten des Kopfes dient dem besseren Sehen während des Laufens, da ihre Augen nicht durch Muskeln selbständig bewegt werden können. Diese Vögel sind grundsätzlich wenig scheu. Sie sind wenig ruffreudig, vernehmbar ist gelegentlich ein kurzes, rabenähnliches Krächzen.
Verwechslungsmöglichkeiten bestehen nur mit dem zur selben Familie gehörenden Schwarzgesicht-Scheidenschnabel. Diese Art unterscheidet sich vom Weißgesicht-Scheidenschnabel durch das dunkle Gesicht. Die Verbreitungsgebiete der beiden Arten überlappen sich jedoch nicht.

## Verbreitungsgebiet
Der Weißgesicht-Scheidenschnabel brütet an den felsigen Küsten von subantarktischen Inseln wie Südgeorgien, den Südlichen Orkneyinseln, den Südlichen Shetlandinseln und auf der Antarktischen Halbinsel. Weißgesicht-Scheidenschnäbel sind anders als der Schwarzgesicht-Scheidenschnabel Zugvögel. Nicht brütende Weißgesicht-Scheidenschnäbel werden auf den Falklandinseln und im Südosten Südamerikas beobachtet. Insbesondere auf den Falklandinseln halten sie sich in der Nähe menschlicher Siedlungen auf. Als Irrgast erreichen sie gelegentlich den Nordosten Brasiliens. Sie folgen gelegentlich Schiffen und haben auf diesem Weg auch bereits Südafrika sowie sogar Europa erreicht.

## Lebensweise
Scheidenschnäbel sind Allesfresser und ausgeprägte Kleptoparasiten. Sie stehlen von Pinguinen Krill und Fisch und fressen gelegentlich auch deren Eier und Dunenküken. Zu den Pinguinarten, deren wesentliche Prädatoren sie sind, zählen die Zügelpinguine. Sie fressen außerdem Aas, Fäkalien, Wirbellose sowie, wo vorhanden, Abfall von Menschen.
Weißgesicht-Scheidenschnäbel zeigen eine hohe Nistplatztreue und gehen entsprechend auch Paarbindungen ein, die über mehrere Fortpflanzungsperioden Bestand haben können. Sie brüten gewöhnlich in der Nähe von Pinguin- oder Kormorankolonien. Die Fortpflanzungszeit fällt in den Zeitraum Oktober bis März, die Eier werden im Zeitraum Dezember bis Januar gelegt und bebrütet. Nestlinge können im Januar und Februar beobachtet werden.
Das Nest wird gewöhnlich in einer Höhle oder Felsspalte gebaut. Das Gelege besteht normalerweise aus zwei bis drei Eiern. Diese werden 28 bis 32 Tage bebrütet. Die Jungvögel sind nach 50 bis 60 Tagen flügge.

## Belege

### Einzelbelege
1. 1 2  Hadoram Shirihai: A Complete Guide to Antarctic Wildlife – The Birds and Marine Mammals of the Antarctic Continent and Southern Ocean. Alula Press, Degerby 2002, S. 253
2. 1 2  Hadoram Shirihai: A Complete Guide to Antarctic Wildlife – The Birds and Marine Mammals of the Antarctic Continent and Southern Ocean. Alula Press, Degerby 2002, S. 254